# Gare de Cerfontaine
La gare de Cerfontaine est une ancienne gare ferroviaire belge de la ligne 132 Charleroi-Vireux, située sur le territoire de la commune de Cerfontaine, dans la province de Namur.
Elle est mise en service en 1853 par la Société du chemin de fer de l'Entre-Sambre-et-Meuse. En 1920, un nouveau bâtiment, qui surplombe les voies sur un pont, est ouvert par les Chemins de fer de l'État belge. La gare est fermée en 1970, du fait de la création des lacs de l'Eau d'Heure qui submerge une portion de l'ancienne ligne, ce qui nécessite d'utiliser un nouveau tracé qui ne passe pas par la gare.
Fermé et désaffecté, l'ancien bâtiment devient la propriété du Ministère de l'équipement et des transports (MET) de la région wallonne et est, à partir de 1973, utilisé par le Musée de Cerfontaine (musée régional). L'ensemble des superstructures du bâtiment et du pont sont classées monument par l'Arrêté Royal du 3 janvier 1992.

## Situation ferroviaire
Établie sur un pont qui surplombe l'ancienne voie, la gare de Cerfontaine est située au point kilométrique (PK) 33,50 d'une section désaffectée de la ligne 132, de Charleroi à Vireux Molhain, entre les gares également désaffectées de Falemprise et de Senzeilles.

## Histoire

### Première gare (1853-1913)
La gare de Cerfontaine est mise en service le 31 décembre 1853 par la Société du chemin de fer de l'Entre-Sambre-et-Meuse, lorsqu'elle ouvre à l'exploitation la section de ligne, à voie unique, de la gare de Silenrieux à celle de Cerfontaine,. Elle dispose d'un bâtiment voyageurs de style néo-classique, établi en parallèle aux voies.
Gare terminus pendant six mois, elle devient une gare de passage lors de l'ouverture de la section suivante, de la gare de Cerfontaine à celle Mariembourg, le 8 juin 1854. En novembre de cette même année la desserte est trois trains de voyageurs en direction de Mariembourg, trajet d'environ 30 minutes, et de deux en direction de Walcourt (origine de la ligne), trajet d'environ 25 minutes.
Le 1er juillet 1864 elle devient une gare du réseau de la nouvelle compagnie du Grand Central Belge issue de la fusion entre la Société du chemin de fer de l'Entre-Sambre-et-Meuse et celle des Chemins de fer de l’Est belge et le 1er janvier 1897 elle entre dans le réseau des Chemins de fer de l'État belge lors de son rachat du réseau précédent.

### Seconde gare (1913-1970)
La décision de construire un nouveau bâtiment est prise vers 1905 lorsque l'importance du trafic nécessite d'ajouter sur toute la ligne une deuxième voie à la voie unique d'origine. À la même époque, la ligne 136B de Florennes (Entre-Sambre-et-Meuse) à Philippeville (ancien emplacement) est prolongée afin de rejoindre la ligne 132 à Senzeilles, rendant possible un trajet direct sans rebroussement de Cerfontaine à la nouvelle gare de Florennes-Central.
La construction du nouvel édifice débute en 1913, mais il est arrêté avant son achèvement du fait de la Première Guerre mondiale. Les travaux reprennent après la fin du conflit et s'achèvent en 1920. Le bâtiment qui offre la particularité d'être établi, sur un pont, au dessus des deux voies est de style éclectique. Sa conception est due à Léon Pèche, un Cerfontainois ingénieur en construction civile, affecté au groupe de Namur au service des nouvelles constructions. La rumeur publique dit qu’il a prévu un pont en face de la maison du bourgmestre et conseiller provincial — un notable influent — pour lui faciliter la vie, à la suite de la suppression d’un passage à niveau devant lequel il fallait attendre de longs moments à cause des interminables manœuvres des locomotives qui desservaient les quelques ateliers raccordés au chemin de fer.
Pendant la Seconde Guerre mondiale un avion américain P-38 Lightning, chasseur bipoutre, attaque la locomotive d'un train de voyageurs arrêtée sous le pont de la gare. Deux personnes sont tuées et 18 blessées (5 sont transportées à l'hôpital civil de Charleroi et les autres rentrent chez elles après avoir reçu des soins sur place).

### Fermeture
Après ce nouveau conflit, le trafic de la ligne diminue aussi bien pour marchandises que pour les voyageurs. En 1963 le terminus des trains de voyageurs est ramené Mariembourg après la fermeture des tronçons venant de Treignes et Couvin. Mais pour la gare de Cerfontaine sa fermeture est programmée lors de la construction des Barrages de l'Eau d'Heure qui vont créer les lacs de l'Eau d'Heure qui vont submerger une partie de la ligne. Un nouveau tracé est aménagé, en partie sur d'anciennes lignes, entre les gares de Walcourt et de Neuville-Sud.

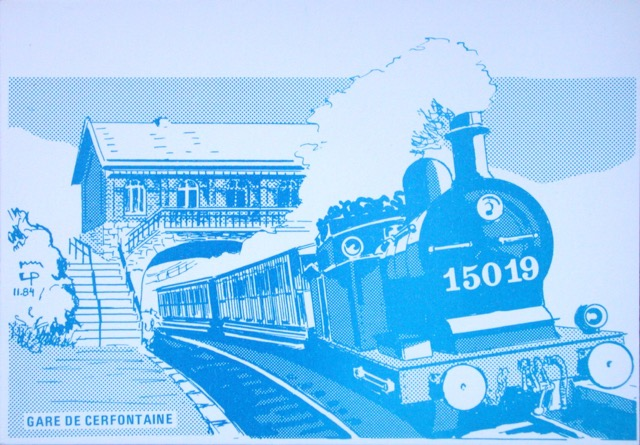
Gare de Cerfontaine par Pierre Meeuwig (carte postale)

La gare est fermée après le passage du dernier train de voyageurs à 22 heures le 30 août 1970. La nouvelle section de la ligne est inaugurée le lendemain 31 août.

## Patrimoine ferroviaire
La première gare, démolie vers 1913, était identique aux gares standard de la Compagnie de l'Entre-Sambre-et-Meuse, notamment les gares de Saint-Lambert et de Florennes-Entre-Sambre-et-Meuse qui existent toujours ainsi que celle, démolie, de Couvin. Le pont de la nouvelle gare trouve ses appuis là où se trouvait la gare de 1853.
Le deuxième bâtiment de la gare, ouvert en 1920 et fermé au service ferroviaire en 1970, est un édifice construit sur un pont sous lequel passaient les deux voies de la ligne. Il est de « style éclectique en moellons de marbre et en briques ». Après sa fermeture il devient la propriété du Ministère de l'équipement et des transports (MET) de la région wallonne. Le 14 avril 1973 un musée de la « vie régionale » s'installe dans le bâtiment et prend le nom de « Musée de Cerfontaine ».
Le bâtiment, avec le pont, les escaliers, les rampes et le mur de soutènement sont classés comme monument le 31 janvier 1992. En 2009, le bâtiment qui n'a pas été restauré depuis sa fermeture nécessiterait des réparations et une rénovation.

Détails de l'ensemble classé vus en 2013
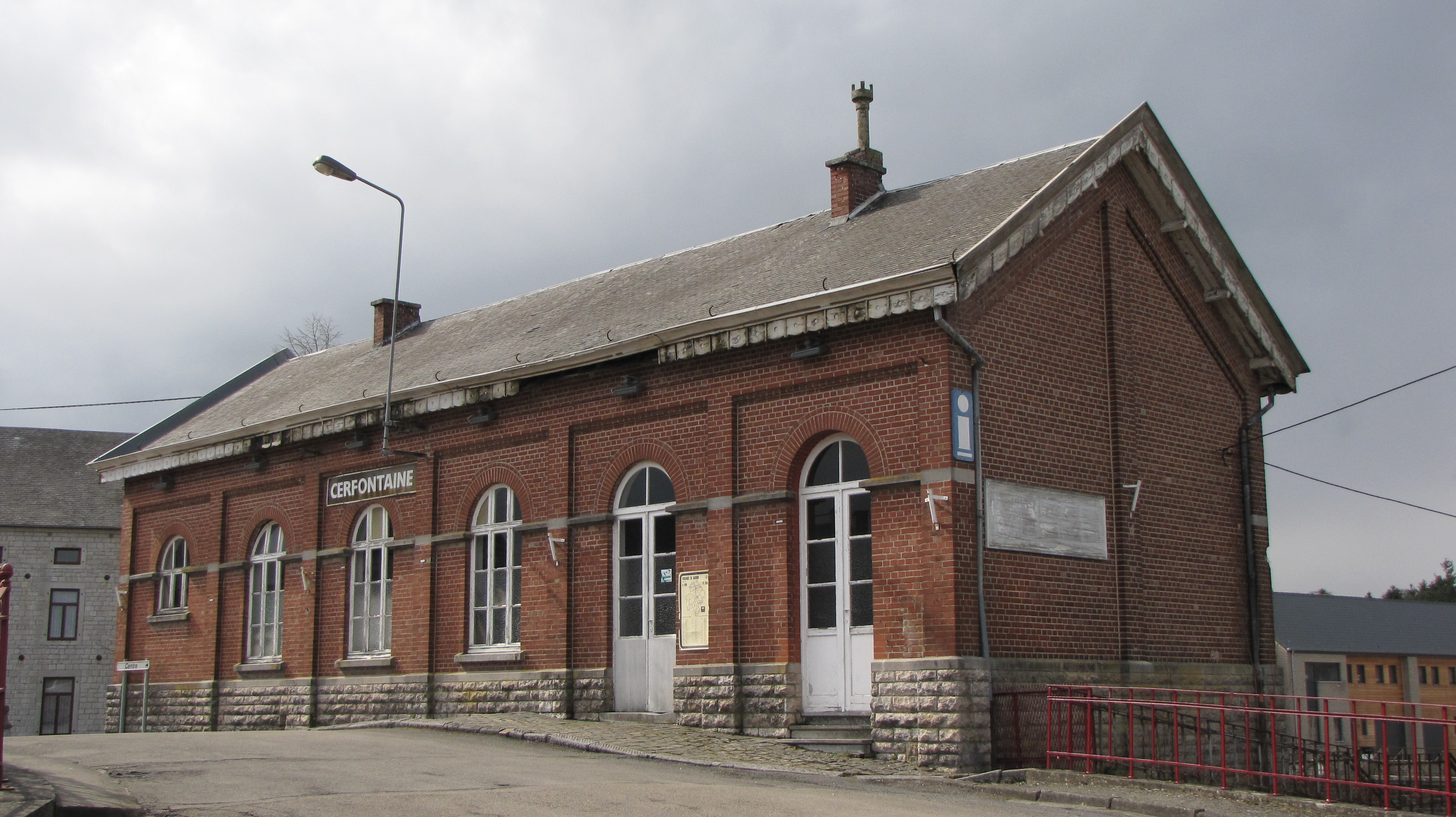
Le bâtiment côté rue.
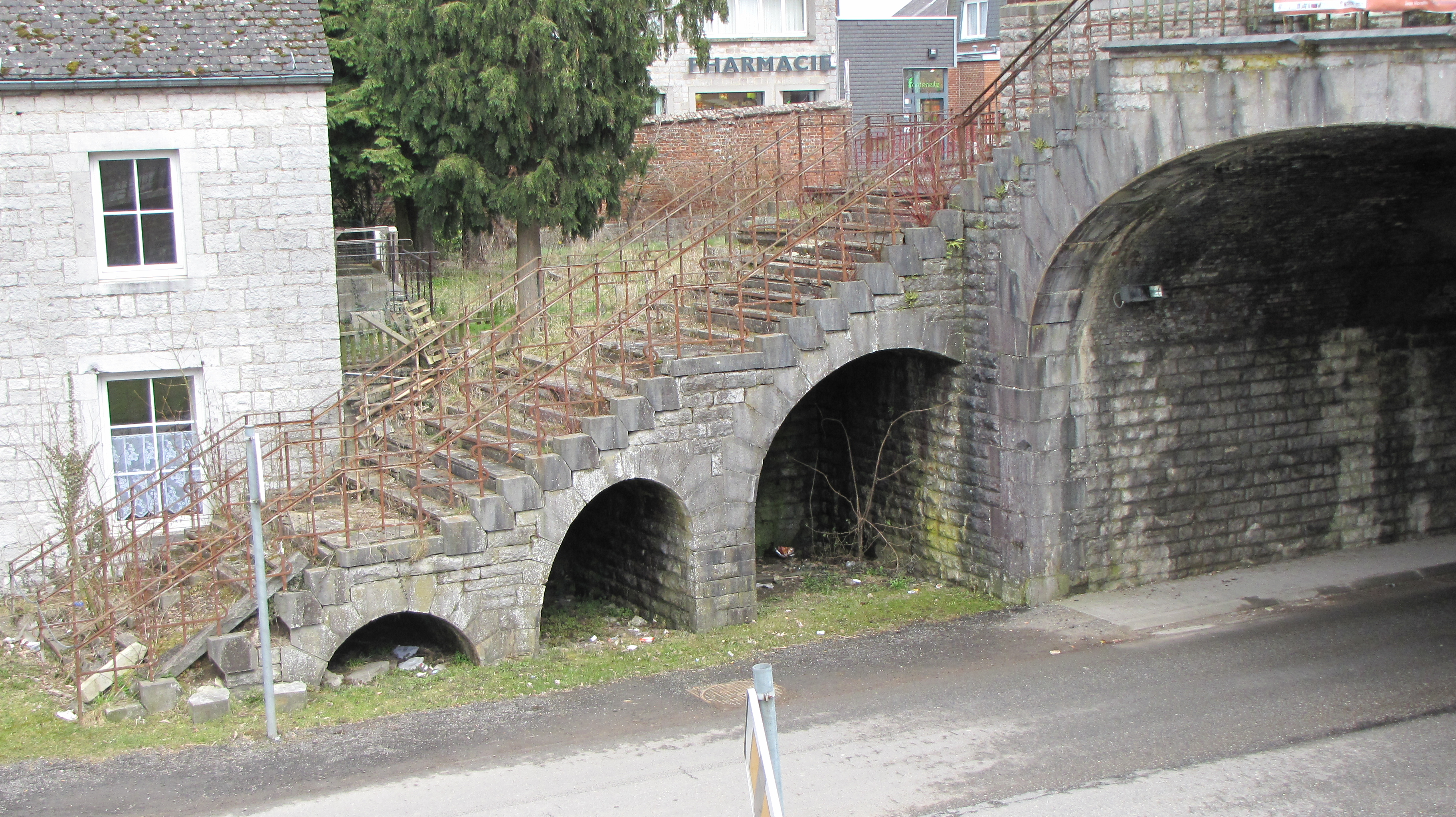
Escalier et arc du pont.
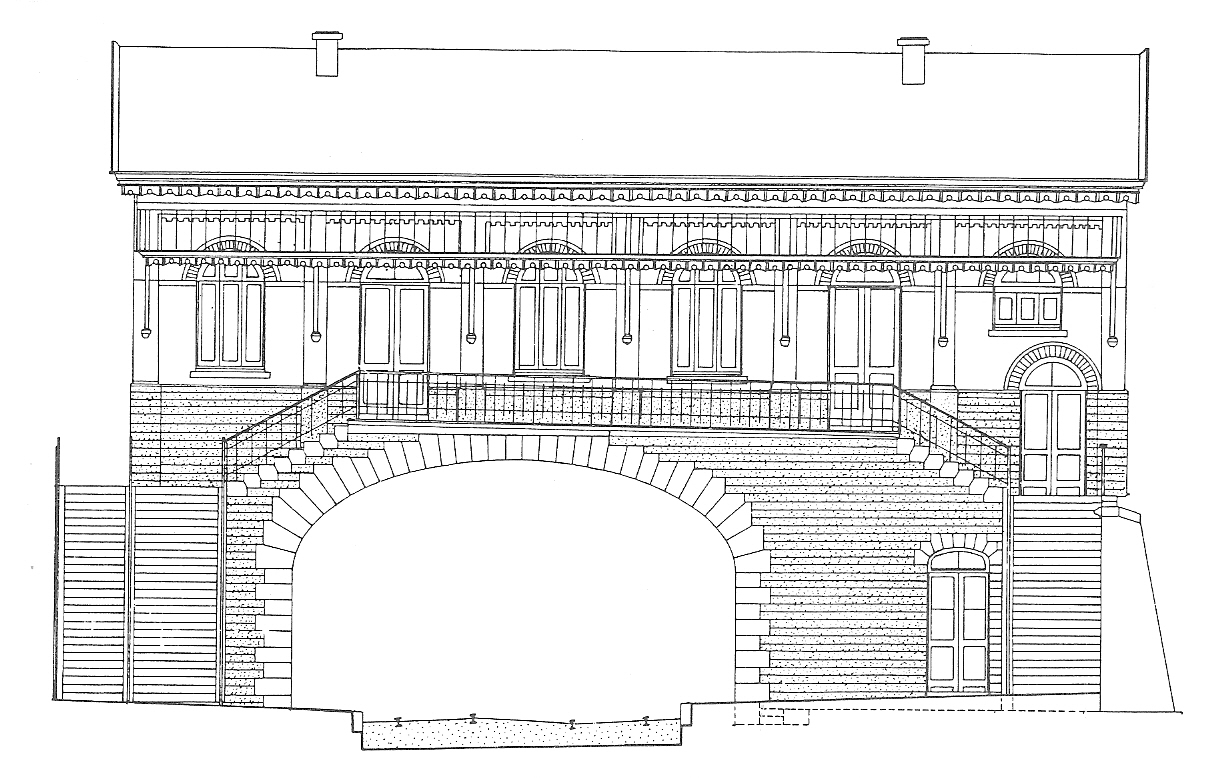
Schéma du bâtiment.